# Alva Hajn
Alva Hajn (3. července 1938, Polní Chrčice u Kolína – 3. srpna 1991 Polní Chrčice) byl český malíř, sochař, autor kreseb a veřejných realizací v architektuře, který působil v Pardubicích, patřil do okruhu autorů nazývaných Starý psi.

## Život
Alva Hajn studoval na Výtvarné škole v Praze v letech 1953–1957. Jeho spolužáky byli Josef Procházka, Bedřich Novotný, Jiří Lacina. František Kyncl nebo Václav Sokol. Po vojenské službě (1957–1959) byl krátce pedagogem na učňovské škole v Poděbradech (se spolužákem J. Norkem). V roce 1961 přišel do Pardubic, spolupracoval na výstavách Sekce mladých (pozdější Starý psi) v galerii Za pasáží. V letech 1961–1963 byl zaměstnán ve Výstavnictví Pardubice, po té 1963–1972 v propagaci n. p. Kniha v Pardubicích. V roce 1968 získal první realizaci v architektuře, byl také přijat do SČVU. V 70. letech si na statku svých rodičů v Chrčicích zřizuje improvizovaný ateliér a od roku 1972 je ve svobodném povolání. V roce 1985 umírá jeho otec, Alva Hajn dojíždí do Chrčic a stará se o nemocnou matku, v roce 1987 se do Chrčic stěhuje definitivně. V roce 1991 umírá pár dní před otevřením své velké výstavy v Kramářově galerii v Praze. Je pohřben v rodinné hrobce v Ohařích. Dne 8. srpna otevřena velká výstava ze závěrečné etapy tvorby v Kramářově galerii v Praze už bez přítomnosti autora. V letech 1991–1993 Pavel Ondračka provedl systematický soupis díla deponovaného v Polních Chrčicích, Jolana Havelková pořídila fotodokumentaci původního stavu děl a R. Tomek natočil videozáznam. V roce 1996 vznikl v Galerii Klatovy-Klenová iniciativou Marcela Fišera soupis Hajnova díla.
Politická situace Hajnovi odcizila šanci stát se respektovanou osobností i za hranicemi pardubické a kolínské alternativní komunity. Bývá považován za talentovaného osamělce, za zapomenutého outsidera s životním příběhem blízkým Bohuslavu Reynkovi, Karlu Šlengerovi, Alénu Divišovi a Josefu Váchalovi. Ve skutečnosti Alva Hajn nebyl solitérem, ale charismatickou hvězdou a středobodem své generace. A i když svou smrtí učinil Hajn svůj život a umění legendou, jeho monumentální dílo zůstalo nezaopatřeno.

## Dílo
Alva Hajn byl autor velmi sečtělý, pracoval také řadu let v propagaci podniku Kniha. Jeho práci ovlivňovala ruská literatura, Dostojevský, Puškin, ale také Kafka. V šedesátých letech vznikla série velkoformátových temných modročervených obrazů právě na motivy Kafkovy Proměny. V sedmdesátých letech se věnoval figuře, erotickým motivům. Už na počátku 80. let se přiklonil k materiálovým realizacím a minimalismu. Objekty vznikaly ze sádry, drátu, térového papíru. Milan Knížák na Konferenci k životu, dílu a době Alvy Hajna v roce 2013 mluvil o dvou Alva Hajnech, o jednom, který tíhne k estetice a harmonii a o druhém, který je divoch a plácá materiály zcela nelibozvučně. Jiří Valoch trefně napsal Hajn nebyl striktní systematik, sledující jediný problém. Byl příliš zaujat celou škálou možných řešení v té sféře, kterou pro sebe i pro výtvarné umění objevil.
Protože během normalizace nebylo možné představit dílo v oficiálních galeriích, pořádal Alva Hajn na svém statku v Polních Chrčicích proslavené jednodenní výstavy. Pozval desítky přátel a obrazy rozestavěl po celé zahradě opřené o tyče a ploty, dokud nezačalo pršet. Umělecká díla byla uložena na půdě, v průjezdu, v garáži, prostě všude. Na dobových fotografiích Bohdana Holomíčka a Jana Adamce je nápadné, jak se návštěvníci stávali příjezdem takřka součástí inscenace. Mezi rozměrnými čtvercovými a kosočtverečnými obrazy a změtí soch se volně potulují slepice, kočky, děti a semtam se rychle uklízí, protože přichází bouřka.

## Galerie

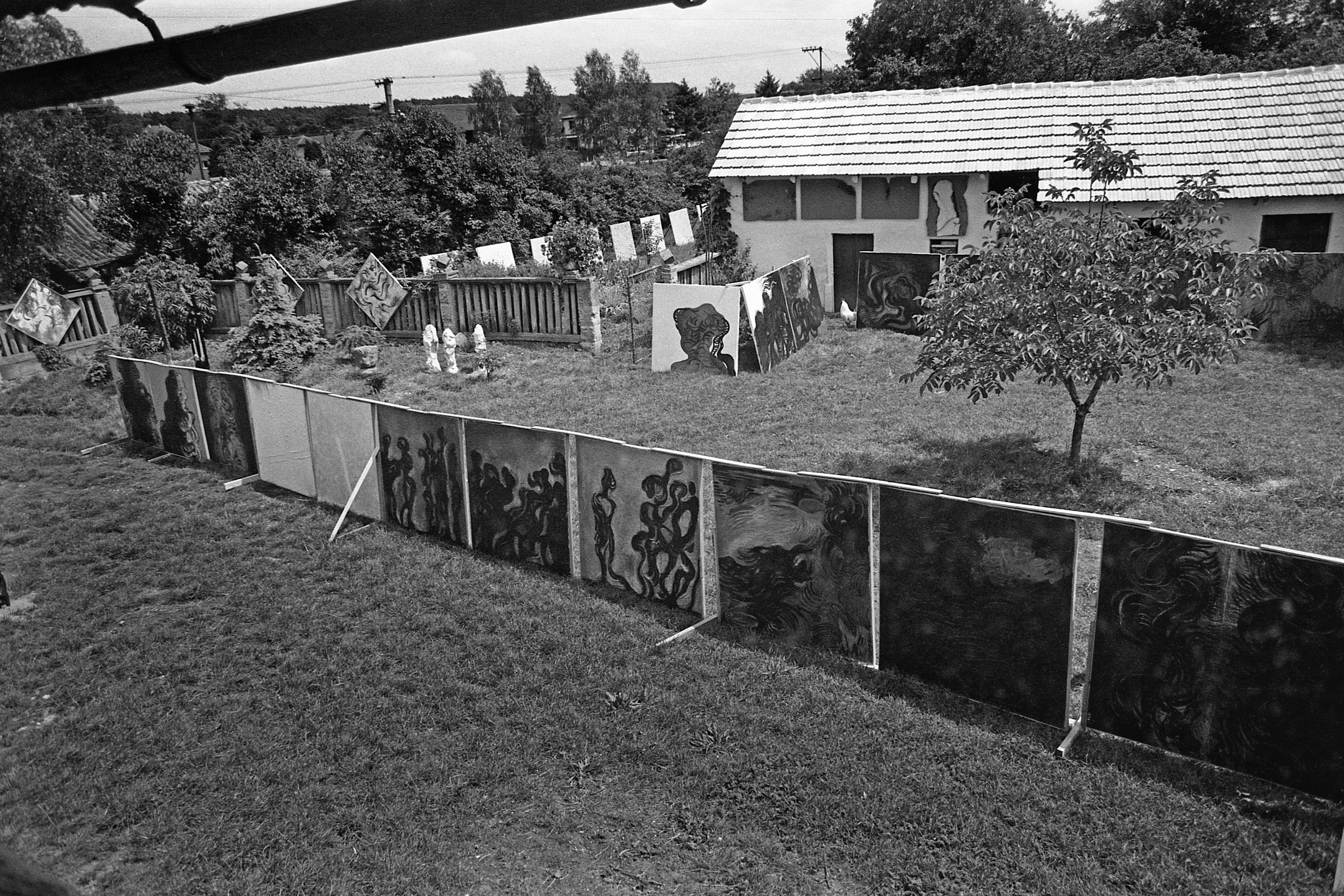
Jan Adamec Foto z jednodenní výstavy Alvy Hajna v Polních Chrčicích 1988 02
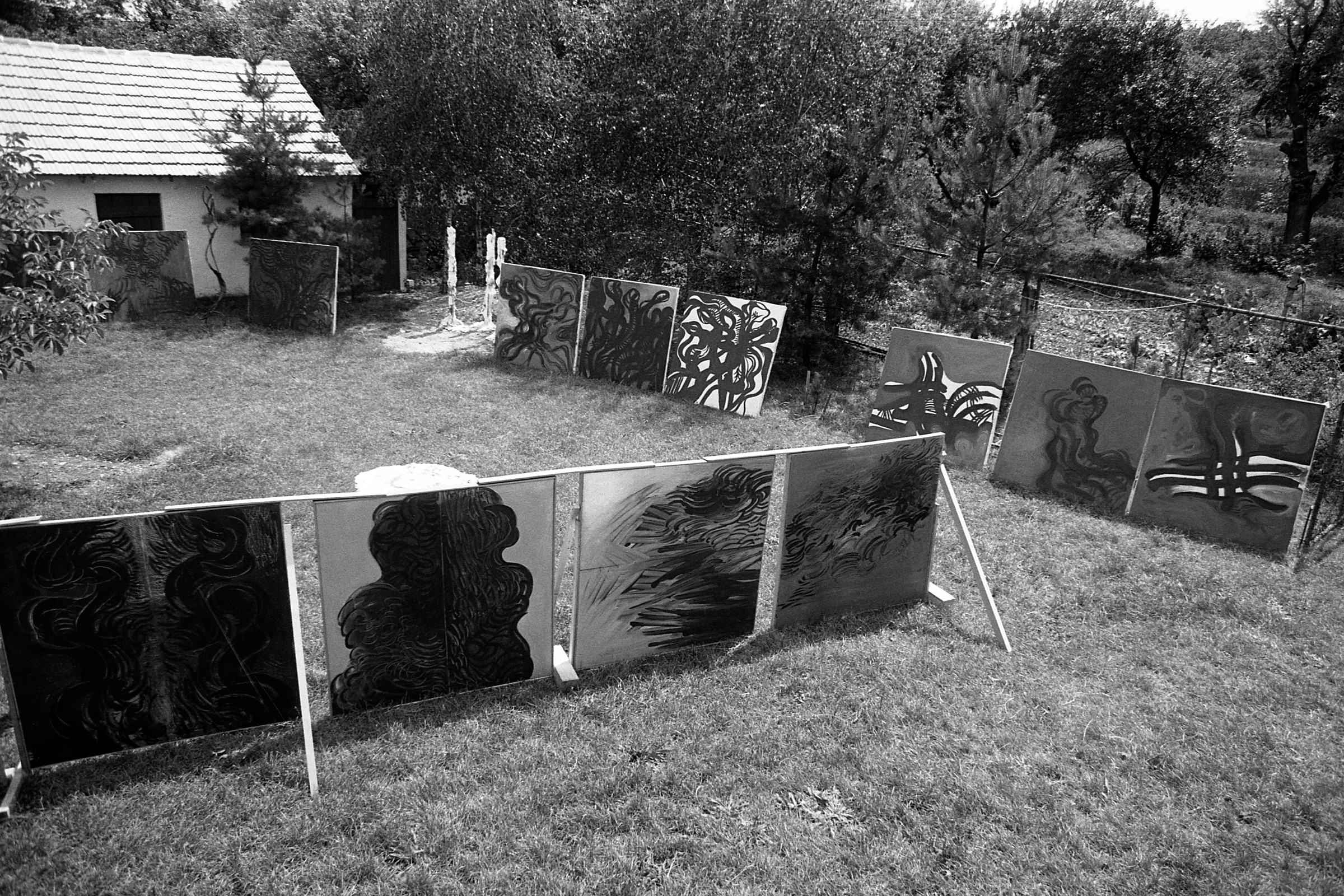
Jan Adamec Foto z jednodenní výstavy Alvy Hajna v Polních Chrčicích 1988 01
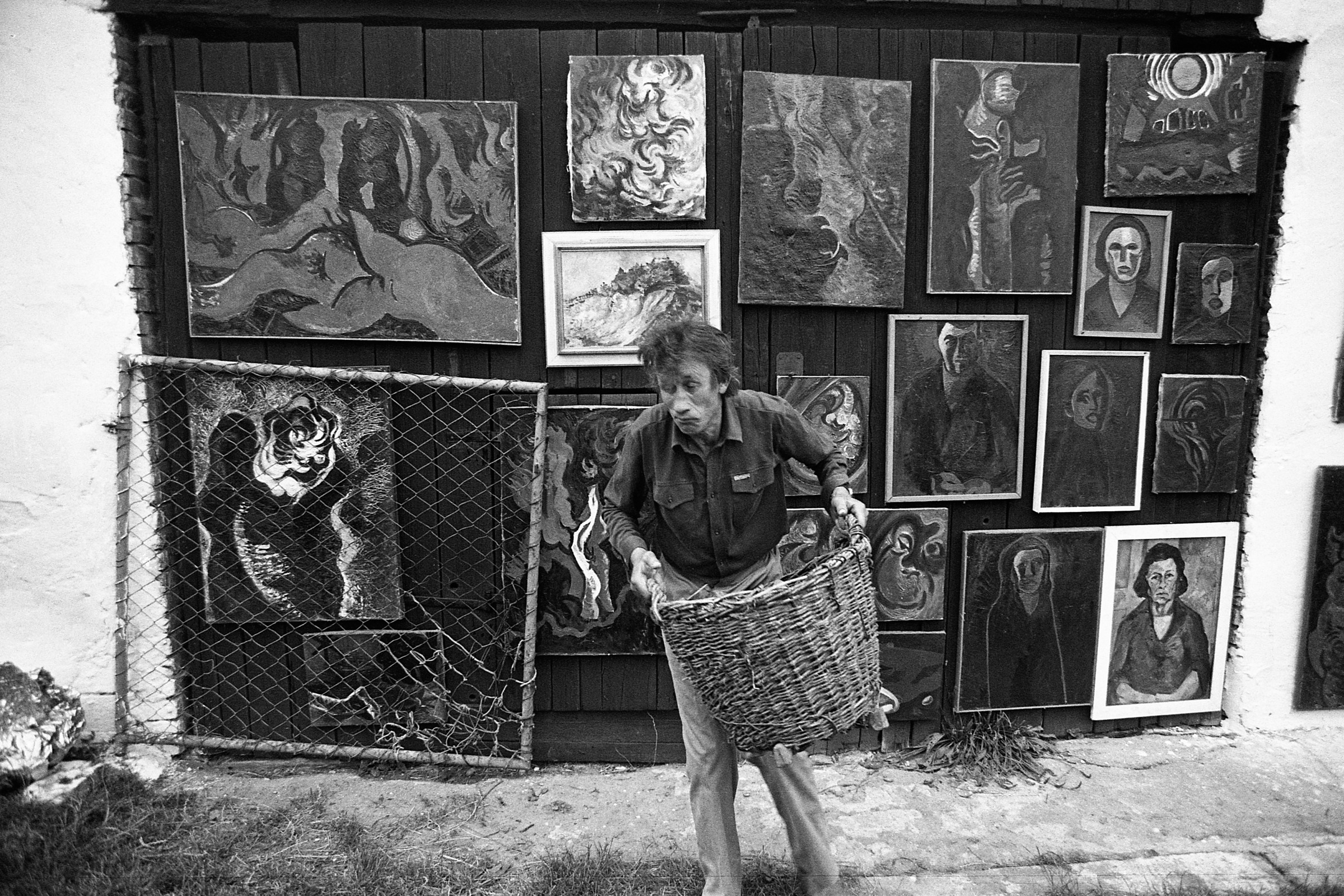
Jan Adamec Foto z jednodenní výstavy Alvy Hajna v Polních Chrčicích 1988 05
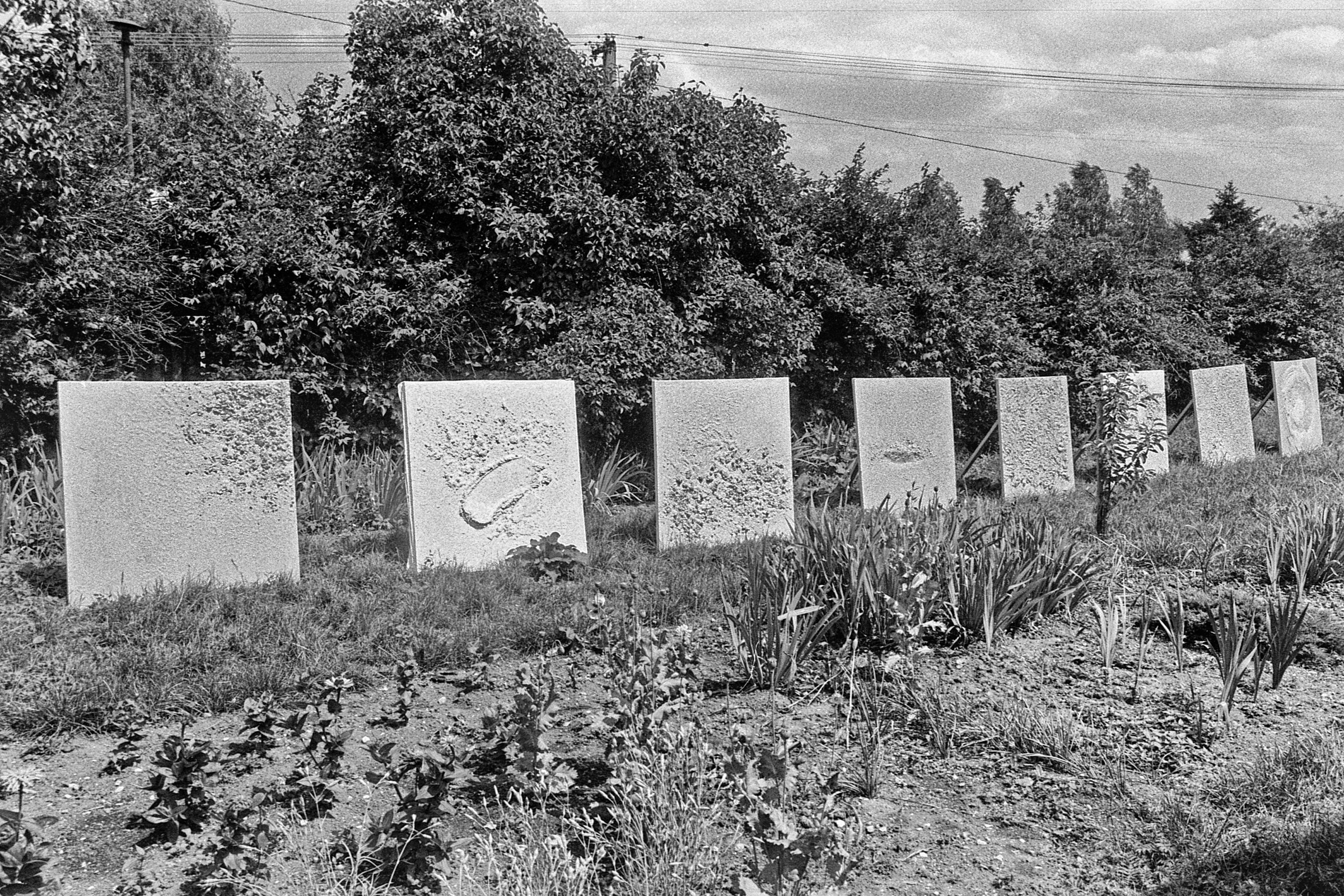
Jan Adamec Foto z jednodenní výstavy Alvy Hajna v Polních Chrčicích 1988 03
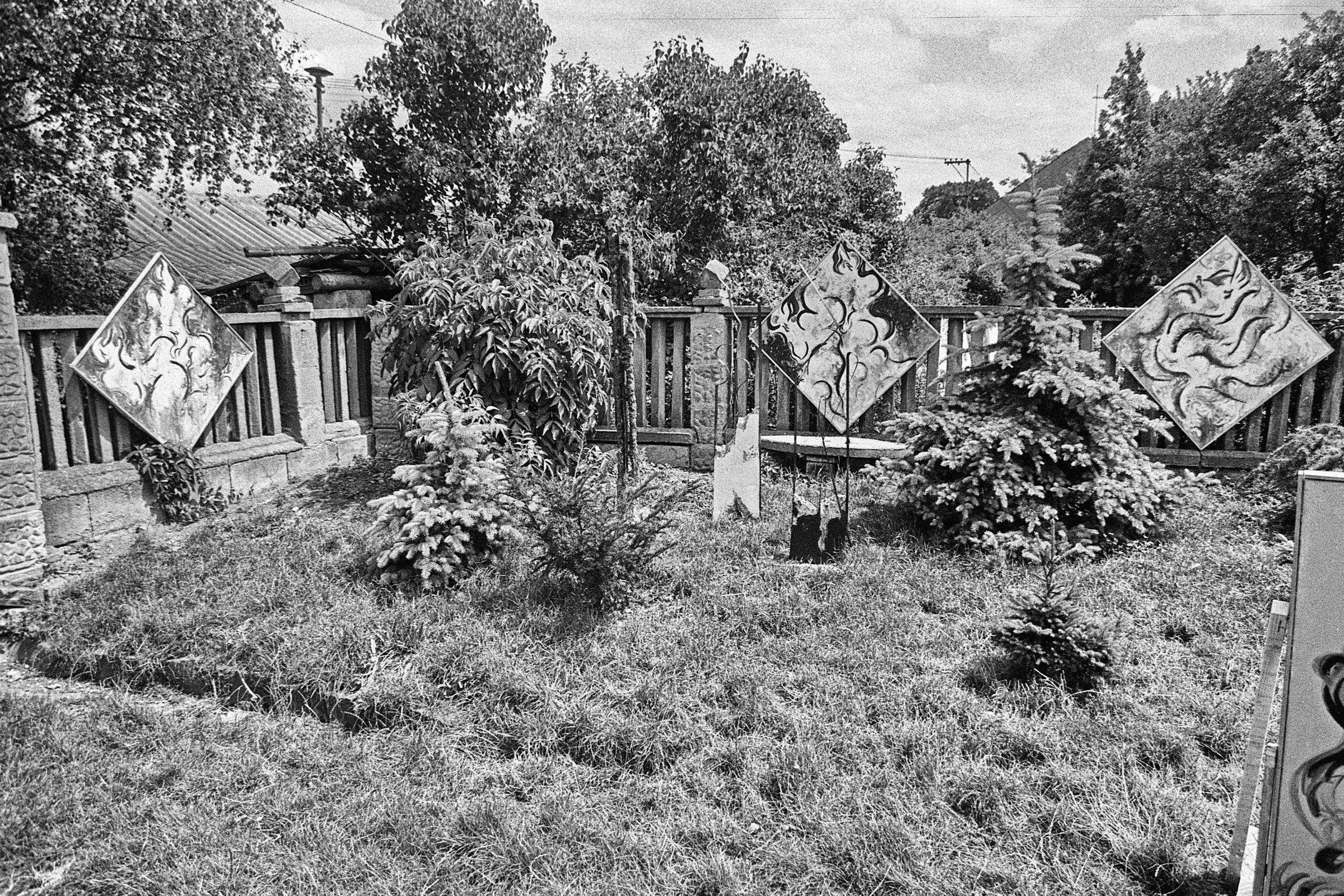
Jan Adamec Foto z jednodenní výstavy Alvy Hajna v Polních Chrčicích 1988 04

### Výstavy
- 1967 – Kniha Pardubice (katalog, text F. Barták)[4]
- 1989 – Malá galerie Na hradbách Kolín, foyer Krajského divadla Kolín (plakát)
- 1991 – Galerie Vincence Kramáře (katalog, text V. Sokol)
- 1992 – Východočeská galerie Pardubice (katalogový list, text H. Mandysová)
- 1995 – Galerie Nora Pardubice (katalog, text V. Sokol, M. Langer)
- 1996 – Výstavní síň radnice Pardubice (složený list, úryvek z textu P. Ondračky)
- 1997 – Zámek Klenová (katalog, text P. Ondračka, M. Fišer)
- 1998 – Galerie Půda v Lomnici nad Popelkou
- 2004 – Galerie AMB v Hradci Králové
- 2006 – Galerie Mázhaus, Pardubice
- 2006 – Galerie Na Příhrádku a Galerie Fons v Pardubicích (katalog, text P. Ondračka)
- 2010 – Galerie DION v Praze
- 2012 – Východočeská galerie v Pardubicích, výstava na podestě
- 2014 – Východočeská galerie v Pardubicích, Galerie města Pardubic, Galerie Fons, Galerie Kolín, Galerie Felixe Jeneweina v Kutné Hoře
- 2015 – Alva Hajn: Obrazy, plastiky, Brno Gallery CZ, Brno
- 2016 – Alva Hajn. Někdy samotu kroků mých něžnější nožka doprovází... Topičův klub, Praha
- 2016 – Alva Hajn: Mezi hlínou a mraky, Galerie Jiřího Jílka, Šumperk
- 2017 – Alva Hajn: Kresby, Galerie Art (Světlana & Luboš Jelínek), Chrudim

### Účast na výstavách (výběr)
- 1961 – Výstavní síň mladých Za pasáží, Pardubice (s L. Drimlem, J. Lacinou, B. Novotným, J. Procházkou a J. Steklíkem)[4]
- 1966 – Konfrontace mladých, Klub Mánes Praha
- 1968 – Kulturní dům ROH v Pardubicích, skupina SČVU (s J. Holinkou, K. Hylišem, F. Kynclem, J. Lacinou, B. Novotným, V. Zemanem)
- 1984 – Výstavní síň Česká Třebová (s J. Lacinou, J. Procházkou a B. Novotným, katalog)
- 1989 – Výtvarná bilance 89, Krajská galerie Hradec Králové (s J. Lacinou, S. Malým, J. Nekovářem, B. Novotným, F. Kynclem, J. Procházkou, V. Škrabánkem)
- 1990 – Polymorphie, Martin-Gropius-Bau, Berlín
- 1992–2003 – Minisalon, Galerie Nová síň, Praha; Musée des Beaux Arts, Mons; Art and Culture Centre, Hollywood; Contemporary Arts Center, Cincinnati; Courtyard Gallery, New York; Cultural Center of Iowa, Rapids; Jonson Gallery, Albuquerque; Indianapolis Musem of Art; Chicago Cultural Center, Chicago; McKissick Museum, Columbia; University Art Gallery, Nord Dartmouth; Museum of Fine Arts, St. Petersburg; Gallery of Fine Arts, Forth Myers; Pražský hrad, Praha; Bibliotheque Royal de Belgique, Brusel; Majapahit Mandarin Hotel, Surabaya; Galeri Nasional Indonesia, Jakarta; Museum Puri Lukisan, Ubud; Centre tchèque Paris , Paříž
- 1993 – Výtvarné umění na Kolínsku…, Kolín (katalog, heslo P. Ondračka)
- 1995 – Písmo ve výtvarném umění, Městské divadlo, Kolín nad Labem
- 1997 – Setkání k miléniu sv. Vojtěcha s literárním a výtvarným doprovodem, Regionální muzeum Kolín nad Labem
- 1997 – 5+1 (Hajn, Kyncl, Lacina, Novotný, Procházka, Malý) Muzeum a galerie Litomyšl (katalog, text O.A. Kukla)
- 2004 – Hudba ve výtvarném umění, Kolín nad Labem
- 2005–2006 – Dostředivé okraje: Vizuální umění z Pardubického kraje, Nostický palác v Praze, Dům U Jonáše Pardubice, Zámek Litomyšl (s B. Borovským, V.  Boštíkem, J. Jebavým, J. Knapem, B. Kopeckým, F. Kynclem, J. Lacinou, K. Malichem, Z. Sionem, J. Tomanem, L. Vojtěchovským), katalog, text V. Bouček
- 2007 – Od sochy …: České sochařství 2. poloviny 20. století ze sbírek Galerie Klatovy / Klenová, Galerie U Bílého jednorožce, Klatovy
- 2009 – Hráči, Galerie moderního umění v Hradci Králové a Alšova jihočeská galerie v Hluboké nad Vltavou
- 2013 – Klub konkretistů a přátelé: 45 let poté..., Oblastní galerie Vysočiny v Jihlavě, Jihlava
- 2015 – Ma’aminim, tranzitdisplay, Praha
- 2017 – Okouzleni řádem, Kostel sv. Vavřince, Klatovy
- 2017 – Odměk – Šedesátá léta ze sbírek Galerie Klatovy / Klenová, Východoslovenská galéria, Košice
- 2018 – Difficult Ceremony, Galerie U Betlémské kaple, Praha